# Jeff LaBar
Jeffey Philip LaBar (Darby, Pensilvania, 18 de marzo de 1963-Nashville, 14 de julio de 2021) fue un músico estadounidense, reconocido por haber sido guitarrista de la banda de hard rock Cinderella.

## Biografía

### Carrera musical
LaBar reemplazó al guitarrista original Michael Smerick en la agrupación Cinderella, y participó en la grabación del disco debut, Night Songs (1986). Desde entonces integró la formación clásica de la banda, junto con Tom Keifer, Eric Brittingham y Fred Coury. También adelantó un proyecto paralelo a Cinderella con su compañero Eric Brittingham, llamado Naked Beggars, y publicó un disco de estudio como músico solista titulado One for the Road (2014).

### Plano personal y fallecimiento
Aunque la banda registró esporádicos conciertos de reunión, permaneció prácticamente inactiva durante la década de 2010. El propio LaBar manifestó en varias oportunidades que sus problemas con la adicción al alcohol eran el principal impedimento para que la banda se reuniera nuevamente.
El 14 de julio del 2021, su exesposa Gaile LaBar-Bernhardt lo encontró muerto en su apartamento en Nashville, Tennessee. Por el momento se desconocen las causas de su fallecimiento. El músico tenía 58 años. Murió el mismo día que el tecladista de giras de Cinderella, Gary Corbett.

## Discografía

### Con Cinderella
- Night Songs (1986)
- Long Cold Winter (1989)
- Heartbreak Station (1990)
- Live Train to Heartbreak Station (1991)
- Still Climbing (1994)
- Once Upon A... (1997)

### Como solista
- One for the Road (2014)